# Бриджвотер (Коннектикут)
Бриджвотер (англ. Bridgewater) — місто (англ. town) в США, в окрузі Лічфілд штату Коннектикут. Населення — 1662 особи (2020).

## Демографія
Згідно з переписом 2010 року, у місті мешкало 1727 осіб у 735 домогосподарствах у складі 525 родин. Було 881 помешкання
Расовий склад населення:
| - 97,3 % — білих - 0,9 % — азіатів - 0,8 % — чорних або афроамериканців |

До двох чи більше рас належало 0,5 %. Частка іспаномовних становила 1,5 % від усіх жителів.
За віковим діапазоном населення розподілялося таким чином: 18,8 % — особи молодші 18 років, 57,1 % — особи у віці 18—64 років, 24,1 % — особи у віці 65 років та старші. Медіана віку мешканця становила 51,3 року. На 100 осіб жіночої статі у місті припадало 99,2 чоловіків;  на 100 жінок у віці від 18 років та старших — 97,1 чоловіків також старших 18 років.
Середній дохід на одне домашнє господарство  становив 146 903 долари США (медіана — 102 250), а середній дохід на одну сім'ю — 150 750 доларів (медіана — 112 375). Медіана доходів становила 93 750 доларів для чоловіків та 66 071 долар для жінок. За межею бідності перебувало 3,3 % осіб, у тому числі 3,1 % дітей у віці до 18 років та 0,0 % осіб у віці 65 років та старших.
Цивільне працевлаштоване населення становило 886 осіб. Основні галузі зайнятості: освіта, охорона здоров'я та соціальна допомога — 23,4 %, виробництво — 12,9 %, науковці, спеціалісти, менеджери — 12,8 %.